# Mattijuhani Koponen

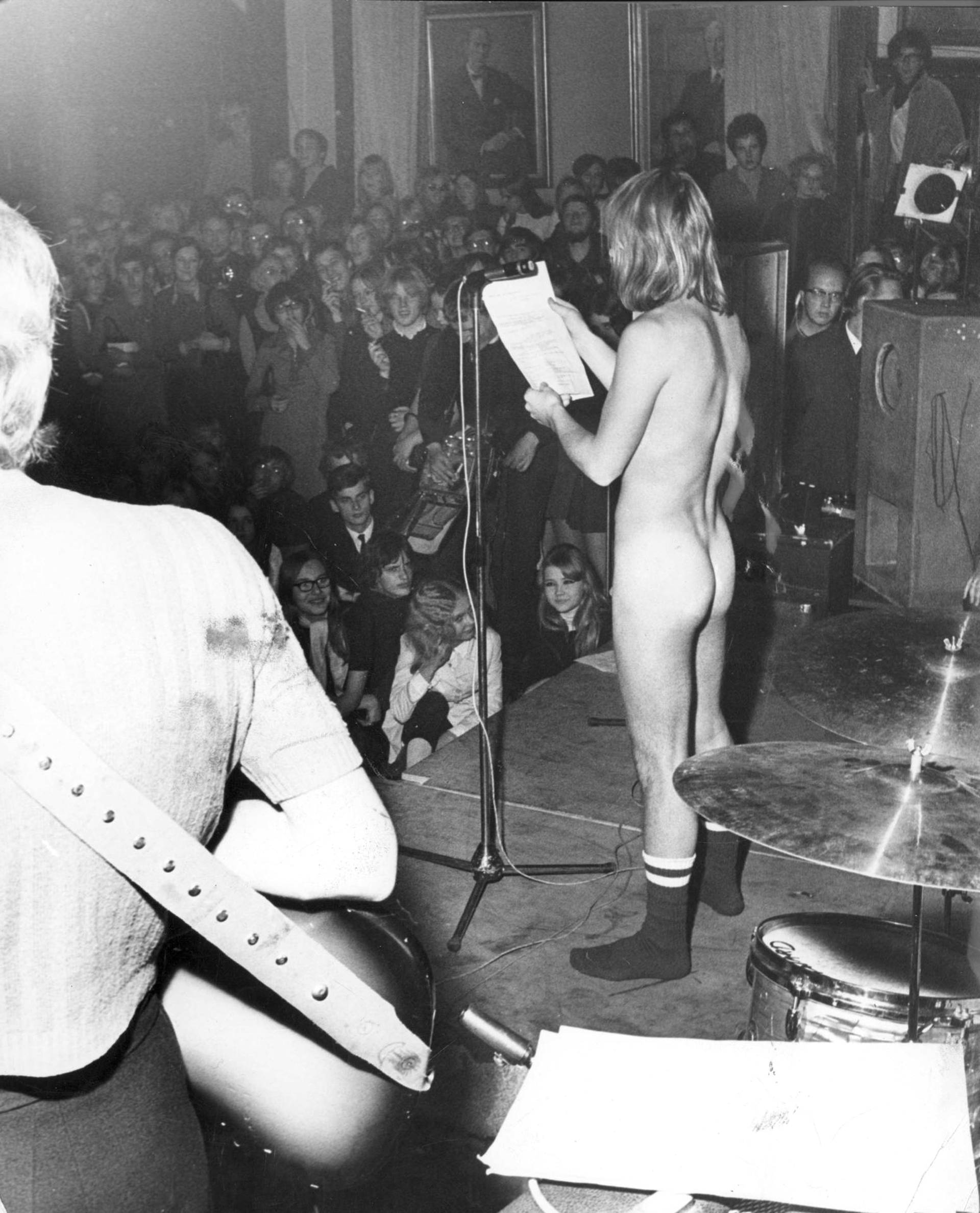
Mattijuhani Koponen uppträder i oktober 1968 i Nylands nation.

Mattijuhani Ilmari Koponen, född 10 oktober 1941 i Villmanstrand, är en finländsk multikonstnär. 
Koponen blev vida känd genom sin simulerade könsakt på ett flygellock vid en på sin tid djärv happening: den symfoniska dikten om Kains och Abels försoning, i Gamla studenthuset i Helsingfors i december 1968. Föreställningen, eller ritualen, skulle symbolisera försoningen mellan den aggressiva västerländska mannens kultur och det fredsälskande feminina östblocket. Koponen dömdes för sitt tilltag till flera månaders fängelsestraff. Studentkåren vid Helsingfors universitet förvärvade 2000 en akvarell av honom som skildrar den uppseendeväckande händelsen drygt trettio år tidigare. 